# Kállai Kiss Ernő
Kállai Kiss Ernő (Budapest, 1939. augusztus 17. – 2023. október 17.) Kossuth- és kétszeres Liszt Ferenc-díjas magyar klarinét- és tárogatóművész.

## Életpályája
Fővárosi roma családban született. Már általános iskolás korában bekerült a fúvószenekarba. A Zeneakadémián Váczi Károly klarinétművésznél tanult. Később a Magyar Rádió Népi Zenekara és a Magyar Állami Népi Együttes klarinétszólistája lett. Külföldi vendégszereplései által szinte az egész világot bejárta. 1996-ban a magyar cigányzenészek „hivatalosan” is királyukká választották, a Gellért Szálló halljában tételesen megkoronázták.
1998-ban az MDF színeiben indult az országgyűlési választásokon.

### Magánélete
Fia ifj. Kállai Kiss Ernő prímás.

## Díjai és kitüntetései
- Liszt Ferenc-díj (1987, 1997)
- A Magyar Köztársasági Érdemrend lovagkeresztje (2001)
- Kossuth-díj (2003)
- A Magyar Köztársasági Érdemrend középkeresztje (2006)
- Budapestért díj (2009)[7]
- Józsefváros díszpolgára (2019)[5]
- Budapest díszpolgára (2020)[6]